# Kina (muhafaza)

Lokalizacja muhafazy

Flaga muhafazy

Kina (arab. قنا) – prowincja gubernatorska (muhafaza) w Egipcie, w centralnej części kraju. Zajmuje powierzchnię 10 798 km², z czego 1740,63 km² to tereny zamieszkane. Stolicą muhafazy jest Kina.
Według spisu powszechnego w listopadzie 2006 roku populacja muhafazy liczyła 2 499 964 mieszkańców, natomiast według szacunków 1 stycznia 2015 roku zamieszkiwały ją 3 045 504 osoby.